# Odlikovanja i priznanja Crne Gore
Odlikovanja i priznanja Crne Gore su javni znakovi zahvalnosti za rad ili djela koja zaslužuju opće priznanje i isticanje.

## Sadašnja odlikovanja
Odlikovanja Crne Gore su ordeni i medalje:
Ordeni su:
1. Orden Crne Gore;
2. Orden Crnogorske velike zvijezde;
3. Orden Crnogorske zastave;
4. Orden za hrabrost, te
5. Orden rada.

Orden Republike Crne Gore se dodjeljuje:
- na velikoj ogrlici – predsjednicima ili suverenima država, te čelnicima međunarodnih ustroja, ili;
- na lenti – drugim visokim dužnostnicima stranih država ili međunarodnih ustroja.

Orden Crne Gore je najviše odlikovanje i ima jedan stupanj.
Orden Crnogorske velike zvijezde ima jedan stupanj i dodjeljuje se za izuzetne zasluge u razvijanju i učvršćivanju suradnje i prijateljskih odnosa između Crne Gore i drugih država te međunarodnih ustroja i za doprinos međunarodnom ugledu i položaju Crne Gore.
Orden Crnogorske zastave ima tri stupnja i dodjeljuje se za izuzetne zasluge za Crnu Goru.
Prvi stupanj Ordena Crnogorske zastave je najviši stupanj toga odlikovanja.
Orden za hrabrost ima jedan stupanj i dodjeljuje se za izvanrednu hrabrost i samoprijegor iskazan u izuzetno opasnim događajima u spašavanju ljudskih života i tvarnih dobara.
Orden rada ima jedan stupanj i dodjeljuje se za izuzetne uspjehe u gospodarstvu i u ostalim djelatnostima, te za rad od izuzetnoga značaja za napredak i razvoj Crne Gore.
Medalje su:
1. Medalja za hrabrost;
2. Medalja čovjekoljublja, te
3. Medalja za zasluge.

Medalja za hrabrost se dodjeljuje za djela osobne hrabrosti u promicanju i ostvarivanju sigurnosti građana i države, izvan i iznad zahtjeva dužnosti.
Medalja čovjekoljublja se dodjeljuje za djelâ pomoći bolesnim, ranjenim, prognanim ili izbjeglim osobama, izvan i iznad zahtjeva dužnosti.
Medalja za zasluge se dodjeljuje za zasluge u izvršavanju povjerenih zadataka koji posebno doprinose prijateljskim odnosima između Crne Gore i drugih država.

## Povijesna odlikovanja
Kroz povijest, Kneževina Crna Gora i Kraljevina Crna Gora imale su svoj sustav odlikovanja.